# Talk.origins
talk.origins (auch Talk.Origins oder kurz t.o.) ist eine moderierte, englischsprachige Diskussionsgruppe im Usenet, welche sich mit dem Ursprung des Lebens und der Evolution beschäftigt. Die Talkgroup und das daraus hervorgegangene Webarchiv stellen eine zentrale Plattform und Sammlung von Argumenten zum Thema Kreationismus dar und bezwecken, Argumente aus wissenschaftlichen News-Gruppen wie sci.bio.evolution populärwissenschaftlich darzustellen.

## Geschichte
Die Newsgroup wurde am 5. September 1986 von Mark Horton begonnen.
Seit den 1990ern wurde eine Reihe von FAQ regelmäßig darauf veröffentlicht. 1994 richtete Brett J. Vickers eine FTP-Site als Host der FAQ-Sammlung ein und 1995 ein Archiv. Themen sind vielfältige Fragen und Antworten zur Evolutionsbiologie, Geologie und Astronomie. Das Forum zielt darauf ab, den aktuellen Stand der Wissenschaft dazu abzubilden und jedes bekannte Argument von Kreationisten mit belegten Argumenten zu widerlegen. Davon abgeleitete Websites sind unter anderem TalkDesign als Antwort auf das sogenannte Intelligent Design, Evowiki und das Panda’s Thumb Weblog.
Eine Moderation der Newsgroup wurde nach Rückfrage der User eingeführt, was aktuell (2009) in der Verantwortung von David Iain Greig und stellvertretend Jim Lippard liegt. Neben einigen humoristischen Aspekten beinhaltet talk.origins fundierte Gegenargumente gegen kreationistische Argumentationen. Das zugehörige Archiv wurde im August 2002 von Scientific American aufgrund seiner tiefschöpfenden Argumentation und ausgebauten Bibliographie zugunsten der Evolutionstheorie empfohlen, weitere Empfehlungen wurden unter anderem von der Smithsonian Institution, der Leakey Foundation und dem amerikanischen National Center for Science Education ausgesprochen.
Die Diskussionskultur bei talk.origins beinhaltet einige humoristische Elemente, so eine Persiflage auf eine fiktive Universität Ediacara, die ebenfalls fiktive Böse Atheistenverschwörung, welche die Beweise für den Kreationismus verstecke und die monatliche Verleihung des Chez Watt-Preises für Edits, welche ein 'say what' (Häh?) hervorrufen.

## Auszeichnungen
Talk.origins hat eine Reihe von Auszeichnungen und positiven Erwähnungen erhalten.